# 西發里亞

西發里亞徽章

威斯特法伦（德語：Westfalen；英语：Westphalia）是以德國多特蒙德、明斯特、奧斯納布魯克等都市為中心的地域。跨北萊茵-西發里亞和下薩克森邦，位在萊茵河和威悉河之間。威斯特法伦無精確的境界範圍，依時代不同而異。面積約16,000－22,000km2，人口約430萬人－800萬人。終結三十年戰爭的《威斯特伐利亚和约》以該地為締結處。
原本是薩克森公國的一部分。1807－1813年，成為從屬於拿破崙的威斯特法伦王國。1815年，成為普魯士王國的威斯特法伦省。

## 外部連結
- Information and resources on the history of Westphalia on the Web portal "Westphalian History" （页面存档备份，存于）